# Tobogan (joc)

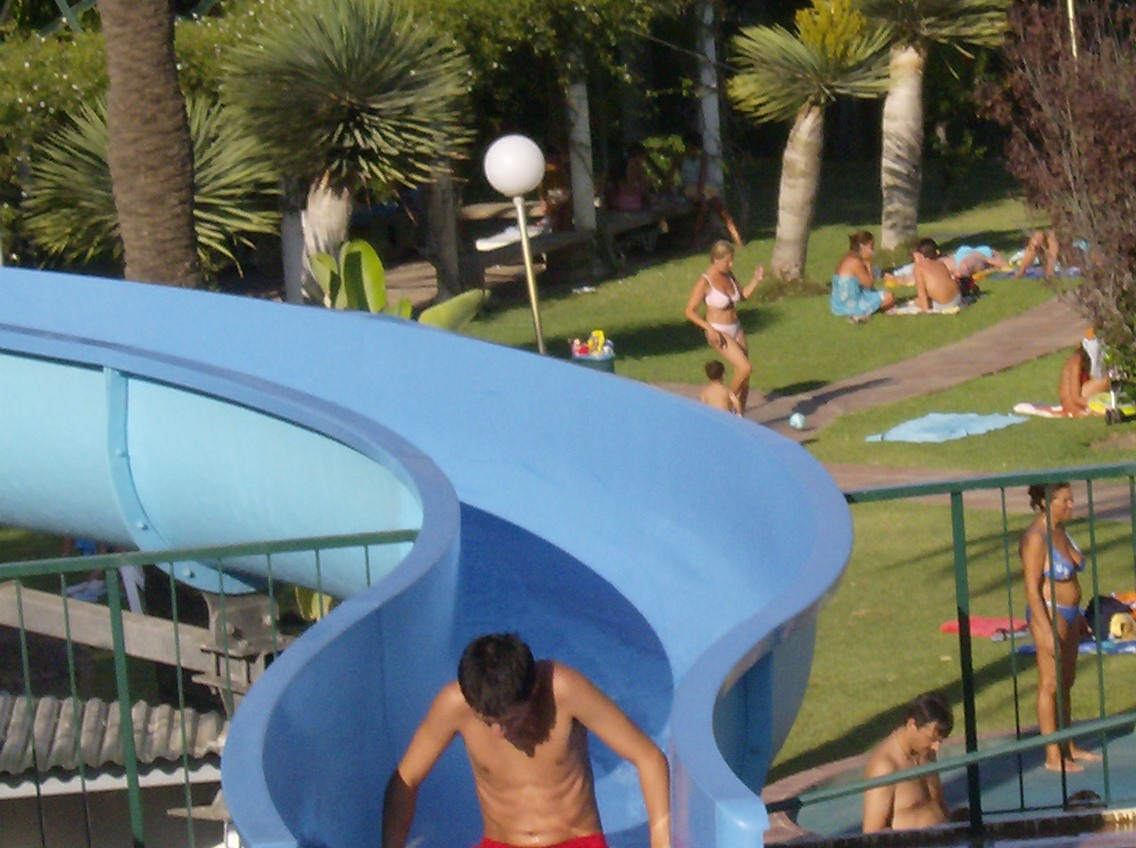
Tobogan en un parc aquàtic.

Un tobogan (de l'algonquí toboggan) o una esgoladora és una construcció de caràcter recreatiu, que consisteix en una rampa lliscant en la seva part anterior, a la qual es puja per una escala situada a la part posterior. Es pot considerar com la part central de la diversió en els parcs aquàtics moderns.
Originàriament la paraula inuit feia referència a un trineu construït amb taules de fusta corbades en la part anterior. L'etimologia de la paraula tobogan, ve del francès tabaganne, terme adaptat de l'idioma micmac, (propi d'una tribu índia del Canadà i pertanyent a les llengües algonquianes) per canadencs francòfons a la primeria del segle xix.

## Tipus de tobogan

### Per la seva forma

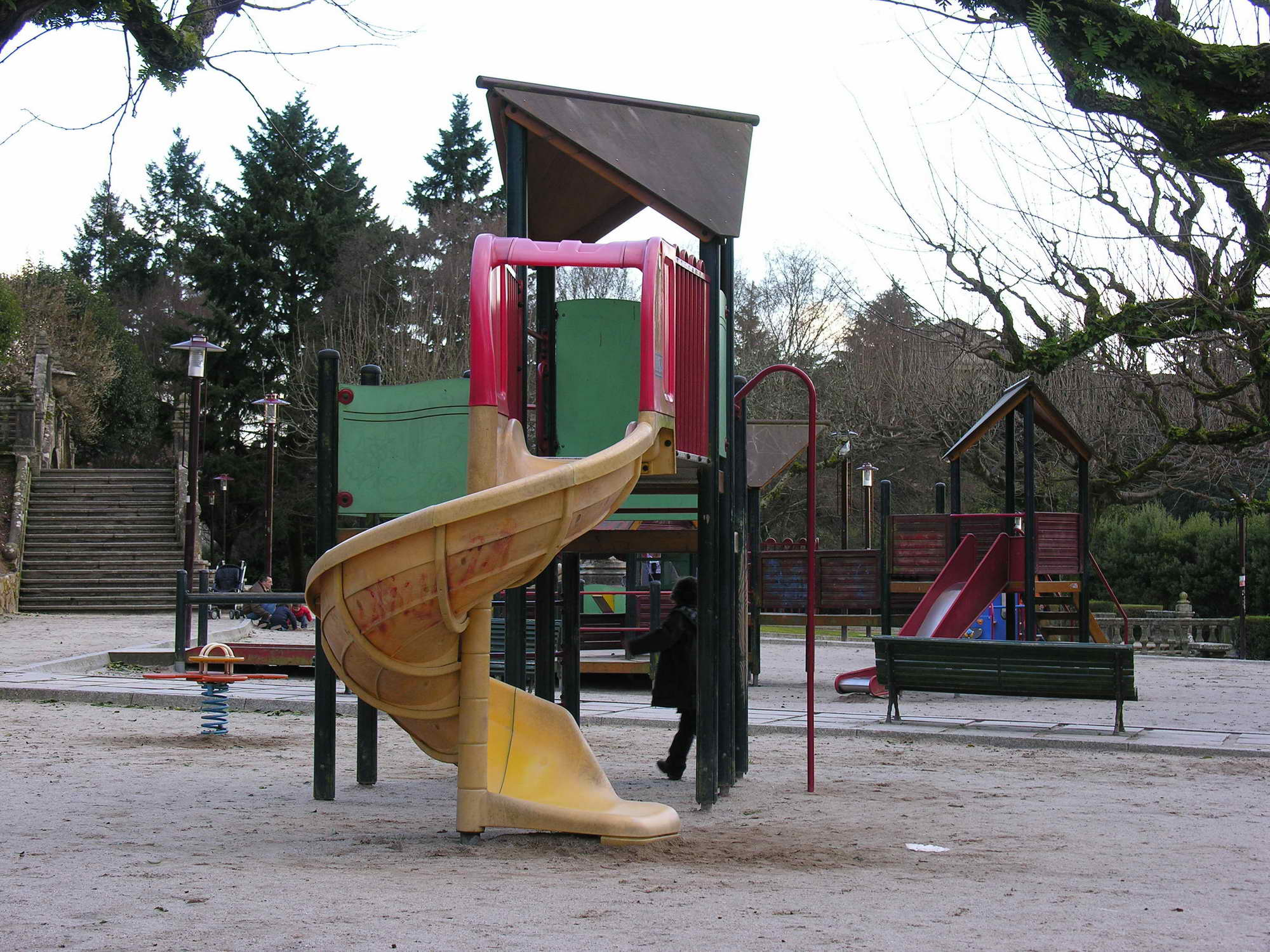
Tobogan en espiral

Els tobogans són tradicionalment metàl·lics, oberts i amb una superfície dreta. Amb tot, hi ha altres menes de tobogans:

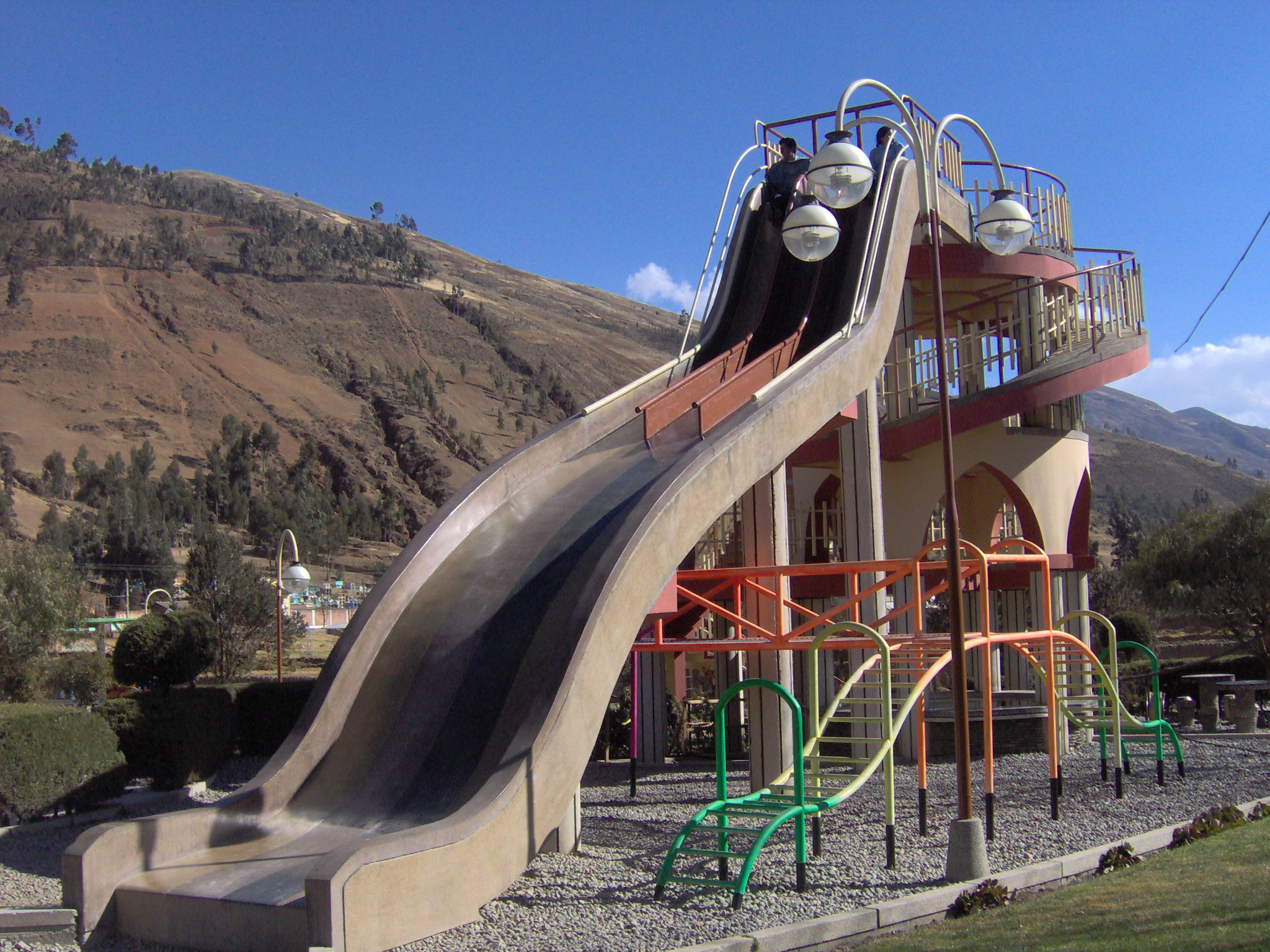
Tobogan de diversos pendents situat al Parc ecològic infantil Chalampampa a la ciutat de Pampes

- Tobogan tub . Consisteix en una estructura circular de plàstic a través de la qual es giren els nens.
- Tobogan en espiral . La superfície de lliscament és plàstica i descriu una corba que pot ser més o menys tancada.
- Tobogan de diversos pendents . La superfície presenta dos o més pendents de lliscament.
- Tobogan aquàtic . Propi de parcs aquàtics, sobre la seva superfície corre una pel·lícula d'aigua que afavoreix el lliscament. Aquest tobogan pot ser de gran llargària i té diverses alçades i nombroses corbes en el seu camí. A diferència de la resta, en el tobogan aquàtic es poden adoptar diferents postures d'aviada:
  - Assegut
  - Estirat cap enrere
  - Estirat cap endavant

#### Components
Els components d'un tobogan aquàtic poden variar d'acord amb l'ús que se'n faci, però bàsicament en un parc aquàtic hi ha:
- Tobogan o rampa o Canaleta . Normalment de fibra de vidre amb corbes i girs, encara que hi ha rectes, que són els més arriscats com el "kamikaze".
- Torre d'Accés . Serveix per arribar a la part de salpilada, pot ser metàl·lica, de ciment, de fusta o usant altures geogràfiques del terreny.
- Torre de Suport . On es cossola el Tobogan o Canaleta.
- Equip Mecànic . Conformen les bombes i filtres independents del sistema de recirculació de les piscines per a captar l'aigua per al Tobogan.
- Piscina Exclusiva d'Arribada. S'ha de considerar una piscina exclusiva per a l'arribada dels banyistes per tal d'evitar eventualitats. Encara que és habitual que es posi en piscines existents amb les degudes normes de seguretat.

### Pel tipus d'accés
Hom pot accedir al tobogan directament per una escala o bé amb una construcció en què els nens es poden entretenir aportant més valor estètica a l'obra. L'estructura pot adoptar les formes més variades: torreta, fort, caseta, etc. Així mateix, l'accés es pot fer mitjançant diversos elements, bé alternativament, bé en el mateix joc: escales, cordes, espatlleres, etc.